# Live in Bucharest: The Dangerous Tour
Live in Bucharest: The Dangerous Tour es un DVD de concierto en vivo del cantante estadounidense Michael Jackson. Fue lanzado el 25 de julio de 2005 por Epic Records. El DVD fue incluido previamente con la recopilación The Ultimate Collection en 2004. El concierto tuvo lugar durante la primera parte de su Dangerous World Tour el 1 de octubre de 1992 en el Estadio Nacional de Bucarest, con una asistencia de 70.000 personas. Este concierto es el único concierto de Jackson lanzado en DVD en los Estados Unidos, junto con el concierto del HIStory World Tour en Seúl, que fue lanzado como un VHS en Corea del Sur. Muchos otros DVD han sido publicados en otros países.
Existen varias versiones del mismo concierto. La primera versión fue transmitida originalmente por la BBC y retransmitida al día siguiente de la muerte de Jackson por BNN/Ned3. La versión que aparece en el DVD fue transmitida por HBO en 1992 y alcanzó récord de audiencia para el canal para una sola emisión. Esta versión, si bien comprendía principalmente tomas del concierto de Jackson en Bucarest, también contenía tomas de los conciertos en Múnich, Colonia, Copenhague, Wembley y Madrid, con la extensa adición de aplausos, además de faltar el interludio de "We Are the World" que se incluyó en la transmisión original de la BBC, originando críticas por parte de los aficionados.
El DVD ha vendido más de un millón de copias en todo el mundo.

## Lista de canciones
| N.º | Título                                                    | Escritor(es)                                                | Duración |  |
| 1.  | «Jam»                                                     | Michael Jackson, René Moore, Bruce Swedien, Teddy Riley     | 8:16     |  |
| 2.  | «Wanna Be Startin' Somethin'»                             | Michael Jackson                                             | 5:13     |  |
| 3.  | «Human Nature»                                            | Steve Porcaro, John Bettis                                  | 5:02     |  |
| 4.  | «Smooth Criminal»                                         | Michael Jackson                                             | 6:00     |  |
| 5.  | «I Just Can't Stop Loving You» (dueto con Siedah Garrett) | Michael Jackson                                             | 4:45     |  |
| 6.  | «She's Out of My Life»                                    | Tom Bahler                                                  | 4:53     |  |
| 7.  | «I Want You Back/The Love You Save»                       | Berry Gordy, Freddie Perren, Alphonzo Mizell, Deke Richards | 2:17     |  |
| 8.  | «I'll Be There»                                           | Berry Gordy, Bob West, Willie Hutch, Hal Davis              | 4:33     |  |
| 9.  | «Thriller»                                                | Rod Temperton                                               | 5:51     |  |
| 10. | «Billie Jean»                                             | Michael Jackson                                             | 7:44     |  |
| 11. | «Workin' Day and Night»                                   | Michael Jackson                                             | 10:04    |  |
| 12. | «Beat It»                                                 | Michael Jackson                                             | 7:24     |  |
| 13. | «Will You Be There»                                       | Michael Jackson                                             | 6:51     |  |
| 14. | «Black or White»                                          | Michael Jackson, Bill Bottrell                              | 6:38     |  |
| 15. | «Heal the World»                                          | Michael Jackson                                             | 8:53     |  |
| 16. | «Man in the Mirror»                                       | Siedah Garrett, Glen Ballard                                | 13:28    |  |

## Certificación
| País           | Certificación | Ventas  |
| -------------- | ------------- | ------- |
| Australia      | 9x Platino    | 135.000 |
| España         | Platino       | 25.000  |
| Estados Unidos | Oro           | 500.000 |
| Japón          | Oro           | 100.000 |
| Nueva Zelanda  | Oro           | 2.500   |
| Portugal       | Platino       | 8.000   |

- Datos: Q1779172